# Аль-Фуркан
Аль-Фурка́н (араб. الفرقان — Различение) — двадцать пятая сура Корана. Сура мекканская, за исключением аятов 68-70, ниспосланных в Медине.  Состоит из 77 аятов.

## Содержание
Сура начинается с разъяснения непреходящей ценности Корана и всеобъемлющей власти ниспославшего его Аллаха над небесами и землей. Аллах даровал человеку способность различения добра и зла (Фуркан).
Передаётся о возражении многобожников против того, что Коран ниспосылался постепенно. На это они получили ответ, объясняющий мудрость этого, и им были приведены примеры и притчи о пророках и их народах.

Благословен Тот, Кто ниспослал Своему рабу Различение (Коран), чтобы он стал предостерегающим увещевателем для миров. ۝ Ему принадлежит власть над небесами и землёй. Он не взял Себе сына и ни с кем не делил власть. Он сотворил всякую вещь и придал ей соразмерную меру. ۝ Они стали поклоняться вместо Него другим божествам, которые ничего не создают, хотя сами были сотворены. Они не властны принести вред или пользу даже самим себе и не распоряжаются ни смертью, ни жизнью, ни воскрешением. ۝ Неверующие говорят: «Это — всего лишь ложь, которую он выдумал с помощью других людей». Воистину, они поступают несправедливо и лгут. ۝ Они говорят: «Это — сказки древних народов. Он попросил записать их, и их читают ему утром и после полудня». ۝ Скажи: «Ниспослал его Тот, Кому известны тайны на небесах и на земле. Он — Прощающий, Милосердный».— Коран 25:1—6 (Кулиев)